# Le Dernier Témoin (film, 1940)
Pour les articles homonymes, voir Le Dernier Témoin.
Pour plus de détails, voir Fiche technique et Distribution.
Le Dernier Témoin (titre original : Girl in the News) est un film de procès britannique réalisé par Carol Reed, sorti en 1940.

## Synopsis
Anne Graham, une infirmière, est acquittée du meurtre de son vieux patient. Il lui avait en fait volé sa clé de l'armoire à pharmacie pour y prendre des cachets à son insu. Après le procès, la presse et l'opinion lui ont fait une telle réputation qu'elle a du mal à retrouver un emploi. Un jour, en rentrant chez elle, elle trouve dans sa boîte aux lettres un journal avec une annonce pour un poste d'infirmière. Malgré ses doutes, elle se présente sous un nom d'emprunt. Elle est engagée pour s'occuper d'Edward Bentley, un invalide.
En fait, Tracy, le majordome des Bentley, avait assisté à son procès. Avec Mme Bentley, sa maîtresse, ils ont l'intention d'empoisonner le mari et de faire peser les soupçons sur Anne. Stephen Farringdon, l'avocat d'Anne lors du procès, la rencontre alors qu'il est en visite dans la petite ville où elle travaille désormais, et ils commencent à avoir une relation amoureuse. Lorsque M. Bentley meurt, Anne est arrêtée, mais Stephen est convaincu de son innocence et prend sa défense. Il pense qu'elle a été choisie pour la faire accuser, et il appelle à la barre Tracy, qu'il pense être le vrai meurtrier. Alors qu'il est en train de lui faire avouer qu'il était au précédent procès et connaissait donc les antécédents d'Anne, Mme Bentley prend du poison et meurt dans le tribunal. Tracy est arrêté et Anne sort libre avec Farringdon.

## Fiche technique
- Titre original : Girl in the News ou The Girl in the News
- Titre français : Le Dernier Témoin
- Réalisation : Carol Reed
- Scénario : Sidney Gilliat, d'après le roman de Roy Vickers
- Direction artistique : Alex Vetchinsky
- Photographie : Otto Kanturek
- Son : Sydney Wiles
- Montage : R. E. Dearing (en)
- Production : Edward Black (en)
- Société de production : Twentieth Century-Fox Productions
- Société de distribution : Metro-Goldwyn-Mayer
- Pays de production :  Royaume-Uni
- Langue originale : anglais
- Format : Noir et blanc — 35 mm — 1,37:1 — son mono
- Genre : Film policier
- Durée : 78 minutes
- Dates de sortie :
  - Royaume-Uni : 28 août 1940
  - France : 13 avril 1945

## Distribution
- Margaret Lockwood : Anne Graham
- Barry K. Barnes : Stephen Farringdon
- Emlyn Williams : Tracy
- Roger Livesey : Bill Mather
- Margaretta Scott : Judith Bentley
- Wyndham Goldie (en) : Edward Bentley
- Basil Radford : Docteur Threadgrove
- Irene Handl : Gertrude Mary Blaker
- Mervyn Johns : James Fetherwood
- Betty Jardine : Elsie
- Kathleen Harrison : la cuisinière
- Felix Aylmer : l'avocat général